# إيفا بيترس ديكس
إيفا بيترس ديكس (بالإنجليزية: Eva Beatrice Dykes)‏ هي محرِّرة أمريكية، ولدت في 13 أغسطس 1893 في واشنطن العاصمة في الولايات المتحدة، وتوفيت في 29 أكتوبر 1986 في هنتسفيل في الولايات المتحدة.